# Ammocrypta meridiana
Ammocrypta meridiana är en fiskart som beskrevs av James David Williams, 1975. Ammocrypta meridiana ingår i släktet Ammocrypta och familjen abborrfiskar. Inga underarter finns listade i Catalogue of Life.